# FR-4
FR-4 är en klass av glasfiberförstärkt laminatmaterial som används till mönsterkort i elektronikindustrin. "FR" står för flame resistant ("flamresistent", självslocknande) och beteckningen infördes 1968 av National Electrical Manufacturers Association (NEMA) för laminat bestående av epoxyharts, bromerat flamskyddsmedel, härdare och vävd glasfiber, men utan fyllmedel. Vissa variationer av materialens sammansättning har dock förekommit, bland annat andra flamskyddsmedel.
FR-4 är en starkare klass av material än de enklare FR-2 som ofta används för billigare konsumentelektronik, och har större motståndskraft mot sprickor och brott. Vid skärande bearbetning av FR-4 krävs dock volframkarbidverktyg för att hantera nötning från glasfibrerna. FR-4 används vanligen i mer krävande tillämpningar.